# Escola sem Partido
O Programa Escola sem Partido, ou apenas Escola sem Partido, é um movimento político que visa a avançar uma agenda conservadora para a educação brasileira. É articulado por políticos de extrema-direita, que defendem a ideologia ultraliberal e o fundamentalismo religioso dos evangélicos neopentecostais e da Renovação Carismática Católica.  Ganhou notoriedade em 2015 desde que projetos de lei inspirados no movimento começaram a ser apresentados e debatidos em inúmeras câmaras municipais e assembleias legislativas pelo país, bem como no Congresso Nacional.
O movimento foi criado em 2004 pelo advogado Miguel Nagib, que permaneceu o divulgando até 2019. O movimento se coloca como representante de pais e estudantes contrários ao que chamam de "doutrinação ideológica" de esquerda nas escolas. Segundo Nagib, o Escola sem Partido consiste em afixar nas escolas um cartaz com uma lista por ele chamada de "deveres do professor". Professores e demais especialistas em educação criticam duramente o movimento.
Quase 60 projetos de lei foram apresentados em todo o país sob a influência do movimento. Analisando essas propostas e os documentos disponibilizados pela campanha, o Conselho Nacional de Direitos Humanos emitiu uma resolução em que repudiou todas as iniciativas do Escola sem Partido. O Alto Comissariado das Nações Unidas para os Direitos Humanos tratou os projetos de lei promovidos pelo movimento como ameaças aos direitos humanos básicos. Vários desses projetos foram questionados devido à sua inconstitucionalidade pelo Ministério Público Federal, pela Advocacia-Geral da União e pelo Supremo Tribunal Federal.

## Contexto

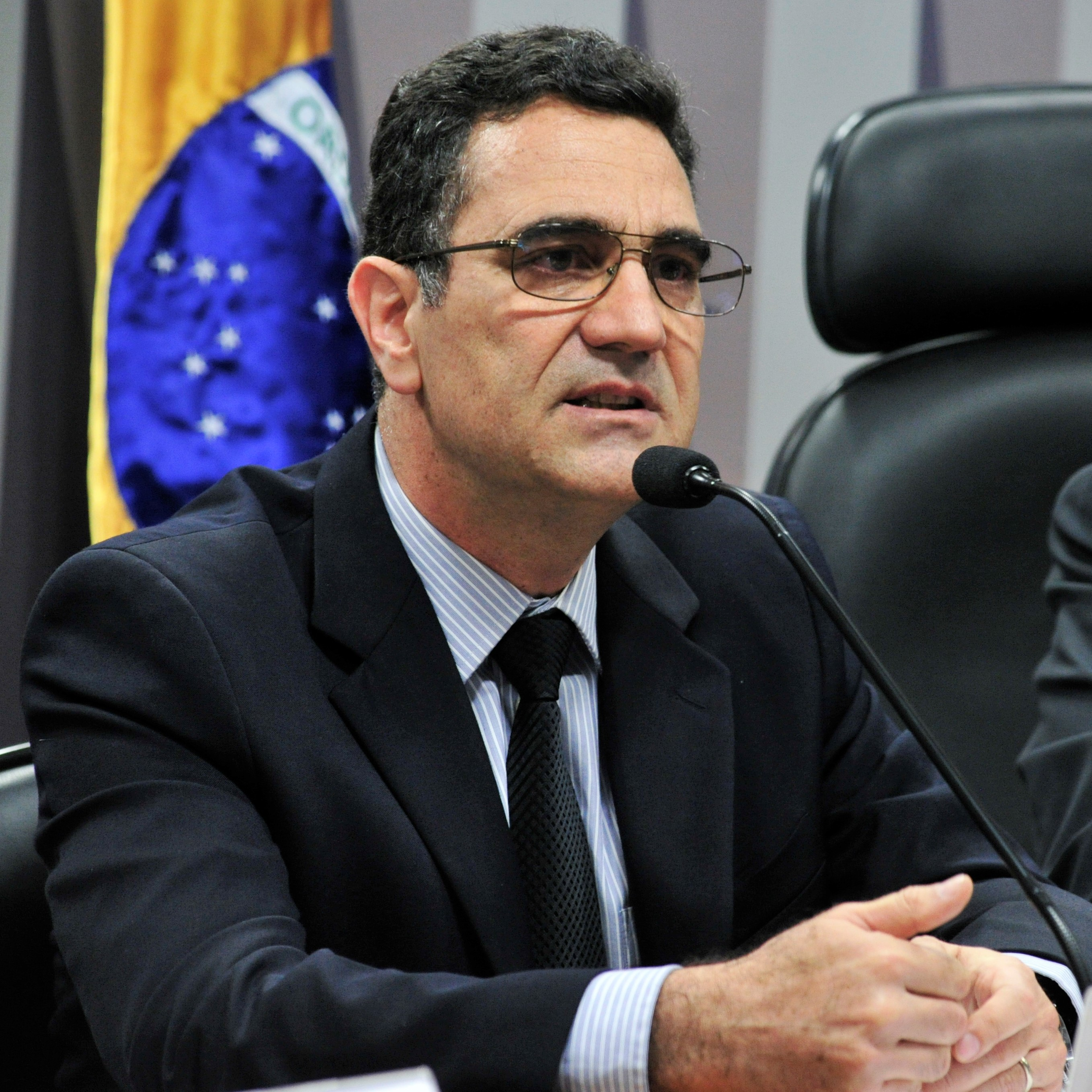
Miguel Nagib, criador da campanha.

O Escola Sem Partido foi criado por Miguel Nagib, Procurador do Estado de São Paulo, em 2004 e permaneceu desconhecido até 2014, quando Nagib teve uma reunião com a família de Jair Bolsonaro. O vereador Carlos Bolsonaro apresentou um projeto de lei redigido por Nagib na Câmara de Vereadores e o então deputado estadual Flávio Bolsonaro, fez o mesmo na Assembleia Legislativa do Estado do Rio de Janeiro. O Escola Sem Partido foi transformado em associação em 2015 por Nagib que passou a coordenar e divulgar o movimento. Católico, ele afirma que se indignou com um professor de história que comparou Che Guevara a São Francisco de Assis e se inspirou em um site chamado NoIndoctrination.org.
| “ | O que a gente defende é que alguns dos ensinamentos de Paulo Freire se chocam com a Constituição. Nossa crítica é de natureza jurídica, porque o uso da sala de aula para efeito de transformação da sociedade, como ele defendia, dependendo da maneira com que isso é aplicado, viola a liberdade dos alunos e a neutralidade política e ideológica do Estado. | ” |
|   | — Miguel Nagib. |   |

Segundo Nagib, os estudantes são prejudicados por serem obrigados a permanecer em sala de aula, enquanto por outro lado, professores se beneficiam dessa condição: "A partir do momento em que o professor se aproveita dessa circunstância não para falar de forma parcial equilibrada, mas para promover as suas próprias preferências, ele está violando a liberdade de consciência e de crença dos alunos", explica o coordenador do movimento.
Os integrantes do Escola Sem Partido elaboraram um anteprojeto de lei que prevê a fixação do cartaz com os deveres do professor nas salas de aula. De acordo com Nagib, a presença do cartaz em sala de aula tem o objetivo de informar os estudantes sobre o direito que eles têm de "não serem doutrinados".
O Escola Sem Partido tem apoiado as muitas propostas inspiradas nas ideias do movimento que têm sido apresentadas nas assembleias legislativas e câmaras municipais de todo o país, a maioria delas por parlamentares católicos ou evangélicos.
Em abril de 2015 a Assembleia Legislativa de Alagoas derrubou, por 18 votos a 8, o veto do governador Renan Filho (PMDB) a um projeto de lei dessa natureza. Em maio o presidente em exercício da Assembleia, deputado Ronaldo Medeiros (PMDB), promulgou a Lei n.º 7 800/16, instituindo o programa naquele estado. Desde então a Secretaria Estadual de Educação informou que não vai implementar a lei. O programa afetaria nove por cento das escolas alagoanas, já que recairia somente sobre as instituições estaduais de ensino. Em julho, a Advocacia-Geral da União (AGU) enviou um parecer ao Supremo Tribunal Federal defendendo a inconstitucionalidade da lei alagoana. Segundo a AGU a lei afronta o pacto federativo pois "cabe privativamente à União legislar sobre as diretrizes e bases da educação nacional".
Um dos quase 60 projetos de lei influenciados pelo movimento foi apresentado pelo senador e pastor evangélico Magno Malta (PR) ao Senado do Brasil, juntamente com uma proposta de consulta pública sobre o Programa Escola sem Partido. O projeto de lei foi apresentado em junho de 2016 e intitulado PLS 193/2016. Assim como os demais, o projeto visa limitar a atuação dos professores para impedir que eles promovam suas crenças ideológicas e partidárias em sala de aula ou que incitem os estudantes a participarem de protestos populares. Como parte da limitação é buscada uma tipificação de crime chamado no projeto de “assédio ideológico” em sala de aula.
Em 25 de agosto, estudantes ocuparam a Assembleia Legislativa em São Paulo em protesto contra o Programa Escola sem Partido.
Em outubro de 2018, pouco após a eleição de Jair Bolsonaro para presidente, o relator do Escola sem Partido na Câmara dos Deputados, deputado Flavinho (PSC), adicionou alterações na redação do projeto na véspera da votação, deixando-o mais restritivo. No novo texto, noções como "gênero", "orientação sexual", "ideologia de gênero" e "preferências políticas e partidárias" não podem fazer parte de "materiais didáticos e paradidáticos", "conteúdos curriculares", "políticas e planos educacionais" e "projetos pedagógicos das escolas" (antes, era apenas "materiais didáticos e paradidáticos"), entre outras restrições. A votação do projeto, prevista para ocorrer no dia 31 de outubro, foi adiada para a semana seguinte.

## Recepção
O programa Escola sem Partido recebeu apoio de políticos e personalidades ligadas à direita, como o Movimento Brasil Livre (MBL), o senador carioca Flávio Bolsonaro, o vereador paulistano Fernando Holiday e e ex-ministro da educação Ricardo Vélez Rodríguez. Defensora do movimento, a deputada estadual eleita de Santa Catarina, Ana Caroline Campagnolo (PSL), tornou-se alvo de inquérito após sugerir que estudantes gravassem vídeos de suas aulas e denunciassem "professores doutrinadores". A maioria dos projetos foi apresentada por parlamentares ligados à bancada evangélica.
Segundo os apoiadores do projeto, em uma sociedade livre, as escolas não devem funcionar como centro de doutrinação, mas sim fornecer uma formação ideologicamente neutra e voltada ao aprendizado. O movimento alega que existe um processo de doutrinação ideológica de cunho esquerdista muito forte nas escolas. Os apoiadores do movimento defendem que questões como religião e gênero tampouco devem ser abordadas em sala de aula, mas apenas na esfera familiar.
Professores, estudantes, políticos e juristas criticaram o programa Escola sem Partido. A reitora da UNIFESP, Soraia Smaili, criticou duramente o programa porque ele restringiria a liberdade de expressão e prejudicaria a plena formação nas escolas de todos os níveis.
Segundo o ex-procurador-geral da República, Rodrigo Janot, o projeto do senador Magno Malta, além de ser ilegal por usurpar a função de legislar sobre educação — exclusiva da União —, é também carregado de vícios. Além de Janot, o Ministério Público Federal e a Advocacia-Geral da União também consideraram o projeto inconstitucional.
Especialistas em educação também criticaram o programa, afirmando que nada na sociedade é isento de ideologia e que o Escola Sem Partido, na verdade, é uma proposta carregada de conservadorismo, autoritarismo e fundamentalismo cristão. Também afirmaram que, apesar do discurso de aparente neutralidade, o Escola sem Partido defende uma escola sem espaço para discussão da cidadania.
Com a aprovação do projeto, de acordo com os críticos do programa, o aluno não vai desenvolver o pensamento crítico. Afirmam também que a educação moral não é prerrogativa exclusiva da família.
Estudantes e professores que se manifestaram contra o projeto de lei o chamam de "Lei da Mordaça". Diversos alunos secundaristas e universitários ocuparam instituições de ensino em protesto contra o projeto de lei, que foi uma das pautas das mobilizações estudantis de 2016.
O movimento foi duramente criticado pelo Alto Comissariado para os Direitos Humanos, que considerou os projetos de lei promovidos por ele como ameaças aos direitos humanos básicos. A atuação do Escola sem Partido já havia sido repudiada no Brasil por organizações ligadas à educação e à ciência, nomeadamente pela Sociedade Brasileira para o Progresso da Ciência (SBPC), pela Associação Nacional de História (ANPUH) e pela Associação Brasileira das Escolas Particulares (Abepar), que afirmam que o Escola sem Partido é uma grave ameaça às ciências, à educação, ao Estado laico e à liberdade de expressão no Brasil.
Em 2015, professores da área de educação e estudantes da Universidade Federal Fluminense criaram um movimento contrário ao Escola sem Partido na rede social Facebook, chamado "Professores Contra o Escola sem Partido". É um dos primeiros movimentos sociais de oposição direta às propostas do Escola Sem Partido e um dos principais divulgadores de notícias a respeito, além de criar análises e reflexões sobre o assunto e mobilizações. Também ajudam a identificar casos e a denunciar ameaças ou assédio moral em ambiente escolar. Para eles, o Escola sem Partido é, definitivamente, uma ameaça à educação e à sociedade brasileira.
Para Guacira Lopes Louro, existe a necessidade de a escola acompanhar as tendências de sexualização das crianças da mídia, não havendo nada de anormal no que se convencionou chamar de "ideologia de gênero". Este termo está presente no discurso do Movimento Escola Sem Partido, sendo internalizado por famílias e estudantes e tem como objetivo propagar um ensino moralizante, contrário aos princípios de formação libertadora, crítica e que atenda às pluralidades.
Representantes de entidades educacionais de 87 países assinaram uma moção contra a censura a professores durante a 6.ª Assembleia Mundial da Campanha Global pela Educação, que ocorreu entre os dias 16 e 18 em Katmandu, no Nepal. A assinatura do documento foi proposto pela Campanha Latinoamericana pelo Direito à Educação (Clade), com apoio, entre outras, de entidades da Noruega, da Alemanha e de Angola. A moção cita o movimento Escola sem Partido como um dos que incentiva a censura aos docentes. Situações similares ao Escola Sem Partido foram aplicadas em países como Arábia Saudita e movimentos afiliados como o Daesh.
Baseado nas alegações do Escola sem Partido, o colunista e editor da Folha de S.Paulo Marcelo Coelho analisou aspectos relacionados ao golpe de 1964, ao governo de Cuba e à queda do muro de Berlim em três livros de história publicados por grandes editoras brasileiras, Moderna, FTD e Ática, nos anos de 2015, 2017 e 2018. Coelho concluiu que as alegações do movimento não correspondem à realidade apresentada nestes livros de grande circulação nas escolas, afirmando ainda que a repressão, controle e espionagem de professores é odiosa e que "a doutrinação de esquerda é puro delírio". Ele conclui ironizando que "Reprimir é coisa de fanáticos; de golpistas; pior. Usarei o termo? De comunistas." O reitor da UFRJ, Roberto Leher declarou que existe também uma lógica econômica por detrás do Escola Sem Partido.

## Fim
No dia 18 de julho de 2019, Miguel Nagib anunciou que o movimento seria encerrado em 1º de agosto devido à falta de apoio do presidente Jair Bolsonaro
| “       | Sentimos falta de apoio. Não temos recursos. Não esperávamos um suporte do governo, mas um apoio político do presidente Bolsonaro | ” |
| — Nagib | |   |